# このみ (お笑いコンビ)
このみは、太田プロダクション所属のお笑いコンビ。広島県広島市出身。

## 来歴・概説
地元・広島県でお笑いの活動を開始。最初は別々のコンビで活動していた。共演の機会もあり、お互いの芸風に惹かれたという形で、2005年5月に二人で東京に上京し、このみを結成。
「お好み焼きの国から来た このみ」を自称し、ライブのあいさつでこのフレーズを使ったことがある。コンビ名も、広島名物のお好み焼きから「このみ」としている。
2006年から芸能人女子フットサルチーム『YOTSUYA CLOVERS』に二人とも、 2008年12月21日まで所属していた。背番号はおぎたが「13」、村田が「14」だった。
漫才、コントともに行い、時々広島弁をネタに織り交ぜていることも特徴である。主なネタに二人で「微妙」なことを並べて喋っていくものなど。
2014年10月頃より、ライブで度々派遣OLの日常をコントにしており、同年11月の事務所ライブ｢月笑｣に出演。
2016年4月から、拠点を地元・広島に移し、所属は太田プロのままで活動を継続。

## メンバー
- おぎた ともこ（補陀 知子、1979年5月31日（45歳） - ）

広島県広島市出身。
身長156cm、血液型はB型
- 村田千鶴（むらた ちづる、1981年8月6日（43歳） - ）

広島県広島市出身。
血液型はO型。
身長の大きい方。また、バストのサイズも大きい。

## 出演

### テレビ
現在の出演番組
過去の出演番組
- 虎の門 （2005年10月、テレビ朝日）
- 恋するフットサル （フジテレビ）
- こたえてちょーだい! （フジテレビ） - 再現VTR
- 嘉門達夫のナリキリ投稿天国 （GyaO）
- カンニングの恋愛中毒 （GyaO）
- 素敵な宇宙船地球号 （テレビ朝日） - おぎたのみ、地球号食堂プロジェクトのメンバーとして出演
- ショーバト!（日本テレビ）- 『ミニバト!』
2010年6月29日 「一文字星」から来た宇宙人というキャラクターに扮し「Best Friend」（西野カナ）を二人で一人一文字ずつ歌う。
2010年8月3日 「ミニバトラーズ」として、一文字星の宇宙人のキャラクターでカバー対決（本選）に出演。
2010年8月17日 やさしい雨と一緒に出演、『YAH YAH YAH』（CHAGE and ASKA）と『ハッピーサマーウェディング』（モーニング娘。）を混ぜて歌う。
- 使える!アイデアハウス（2010年8月14日、テレビ朝日）
- 爆笑!ものまねウォーズ（2011年1月2日、TBSテレビ） - 村田のみ
- 笑っていいとも!（2011年4月8日、フジテレビ） 「ドヤテクZ」で「ポニーテールとシュシュ」「世界に一つだけの花」を一文字ずつ歌うドヤテクを披露。
- アリなし〜アリケン★ゴールデンスタジアム〜（2011年5月21日、テレビ東京） - おぎたのみ
- 笑っていいとも!増刊号（2011年8月21日、フジテレビ）- 「アルタ甲子園」コーナー
- とんねるずのみなさんのおかげでしたSP（2011年10月6日、フジテレビ）- 村田のみ（「細かすぎて伝わらないモノマネ選手権」に末吉くんと出演）
- メイドインジャパン（NHK総合・土曜ドラマスペシャル）
- FNS27時間テレビ 女子力全開2013 乙女の笑顔が明日をつくる!!（2013年8月4日、フジテレビ）- 「女芸人100人アンケート」コーナー出演
- 今夜くらべてみました（2013年10月1日・2014年4月25日、日本テレビ） - 村田のみ
- 芸人報道SP（2014年6月5日、日本テレビ） - 村田のみ
- アートフルな夏　キニナル・イベントに行こう!（2015年8月6日、広島ホームテレビ）
- 元就。（2015年8月30日・9月6日、中国放送）
- V字復活!有吉カンパニー〜ホントにあった大逆転リアルストーリー〜（2016年2月13日、TBSテレビ）- おぎたのみVTR出演
- ヒットTV（2016年2月17日、RCCテレビ）
- カンムリ袋とじ（2016年 - 、RCCテレビ） 金曜深夜　不定期放送
- 鯉に恋するコイトーク（2017年12月3日、TSS新広島テレビ） - おぎたのみ
- TSSみんなのテレビ（2017年4月4日 - 2018年3月29日、TSS新広島テレビ） 木曜コーナー「このみのお好みランチ」

### ラジオ
- マシンガンズのNEVERMIND!! （FM-FUJI）
村田のみ、『このみ・千鶴3時間チャレンジ』の企画で出演。
2009年8月4日 - リコーダーでGReeeeNの『キセキ』を間違えずに演奏
2009年8月11日 - 2000本以上安打を打ったプロ野球選手とその安打数を完璧に答える
2009年8月25日 - 『24時間テレビ』に先駆け、3時間マラソン
- カープ恋する応援団（RCCラジオ）

### インターネット
- このみの給湯室（ぽるぽるLIVE、 - 2018年4月7日、毎週土曜16：00 - 16：30　ぽるぽるSTUDIO（シャレオ中央広場）から生配信）